# Beşiktaş Jimnastik Kulübü 2017-2018 (pallavolo maschile)
Questa voce raccoglie le informazioni riguardanti il Beşiktaş Jimnastik Kulübü nelle competizioni ufficiali della stagione 2017-2018.

## Organigramma societario
Area direttiva
- Presidente: Fikret Orman

Area tecnica
- Allenatore: Hüseyin Düzceler
- Allenatore in seconda: Ergün Bilmez
- Scoutman: Sefa Gökburun

## Rosa
| N° | Nome             | Ruolo | Data di nascita   | Nazionalità sportiva |
| -- | ---------------- | ----- | ----------------- | -------------------- |
| 1  | Mustafa Alkan    | S     | 1º giugno 1988    | Turchia              |
| 2  | Batuhan Avcı     | S     | 2 agosto 2000     | Turchia              |
| 3  | Onur Soydan      | P     | 21 aprile 1999    | Turchia              |
| 4  | Baran Karadeniz  | L     | 16 luglio 2001    | Turchia              |
| 5  | Oğuzhan Altıntaş | L     | 14 marzo 1997     | Turchia              |
| 6  | Ahmet Boz        | P     | 31 agosto 2001    | Turchia              |
| 7  | Ahmet Tümer      | C     | 15 settembre 2001 | Turchia              |
| 8  | Muhammet Delibaş | S     | 18 marzo 1999     | Turchia              |
| 9  | Umut Uyar        | S     | 3 aprile 2001     | Turchia              |
| 10 | İlker Çakır      | S     | 1º gennaio 2001   | Turchia              |
| 12 | Mert Bahar       | S     | 18 gennaio 2000   | Turchia              |
| 13 | Muhammet Arslan  | C     | 10 aprile 2000    | Turchia              |
| 14 | Serhat Baş       | S     | 3 ottobre 2001    | Turchia              |
| 17 | Baran Yılmaz     | O     | 15 gennaio 2001   | Turchia              |
| 18 | Mithat Uykan     | O     | 29 giugno 1991    | Turchia              |
| 20 | Murat Üç         | L     | 19 aprile 1999    | Turchia              |

## Statistiche

### Statistiche di squadra
| Competizione     | Punti | In casa | In casa | In casa | In trasferta | In trasferta | In trasferta | Totale | Totale | Totale |
| Competizione     | Punti | G       | V       | P       | G            | V            | P            | G      | V      | P      |
| ---------------- | ----- | ------- | ------- | ------- | ------------ | ------------ | ------------ | ------ | ------ | ------ |
| Efeler Ligi      | 8,2   | 11      | 1       | 10      | 11           | 1            | 10           | 28     | 4      | 24     |
| Coppa di Turchia | -     | 1       | 0       | 1       | 1            | 0            | 1            | 2      | 0      | 2      |
| Totale           | -     | 12      | 1       | 11      | 12           | 1            | 11           | 30     | 4      | 26     |

G = partite giocate; V = partite vinte; P = partite perse

### Statistiche dei giocatori
| Giocatore    | Efeler Ligi | Efeler Ligi | Efeler Ligi | Efeler Ligi | Efeler Ligi | Coppa di Turchia | Coppa di Turchia | Coppa di Turchia | Coppa di Turchia | Coppa di Turchia | Totale | Totale | Totale | Totale | Totale |
| Giocatore    | P           | PT          | AV          | MV          | BV          | P                | PT               | AV               | MV               | BV               | P      | PT     | AV     | MV     | BV     |
| ------------ | ----------- | ----------- | ----------- | ----------- | ----------- | ---------------- | ---------------- | ---------------- | ---------------- | ---------------- | ------ | ------ | ------ | ------ | ------ |
| M. Alkan     | 0           | 0           | 0           | 0           | 0           | 0                | 0                | 0                | 0                | 0                | 0      | 0      | 0      | 0      | 0      |
| O. Altıntaş  | 28          | 2           | 2           | 0           | 0           | 2                | 0                | 0                | 0                | 0                | 30     | 2      | 2      | 0      | 0      |
| M. Arslan    | 25          | 71          | 41          | 24          | 6           | 2                | 2                | 2                | 0                | 0                | 27     | 73     | 43     | 24     | 6      |
| B. Avcı      | 28          | 390         | 337         | 25          | 28          | 1                | 13               | 11               | 1                | 1                | 29     | 403    | 348    | 26     | 29     |
| M. Bahar     | 16          | 17          | 11          | 5           | 1           | 2                | 4                | 2                | 1                | 1                | 18     | 21     | 13     | 6      | 2      |
| S. Baş       | 23          | 11          | 8           | 2           | 1           | 2                | 0                | 0                | 0                | 0                | 25     | 11     | 8      | 2      | 1      |
| A. Boz       | 25          | 5           | 2           | 1           | 2           | 1                | 0                | 0                | 0                | 0                | 26     | 5      | 2      | 1      | 2      |
| İ. Çakır     | 24          | 22          | 15          | 3           | 4           | 2                | 6                | 6                | 0                | 0                | 26     | 28     | 21     | 3      | 4      |
| M. Delibaş   | 24          | 139         | 117         | 15          | 7           | 2                | 14               | 14               | 0                | 0                | 26     | 153    | 131    | 15     | 7      |
| B. Karadeniz | 3           | 0           | 0           | 0           | 0           | -                | -                | -                | -                | -                | 3      | 0      | 0      | 0      | 0      |
| O. Soydan    | 28          | 38          | 16          | 11          | 11          | 2                | 6                | 5                | 0                | 1                | 30     | 44     | 21     | 11     | 12     |
| A. Tümer     | 28          | 201         | 142         | 43          | 16          | 2                | 13               | 11               | 2                | 0                | 30     | 214    | 153    | 45     | 16     |
| M. Üç        | 11          | 0           | 0           | 0           | 0           | 2                | 0                | 0                | 0                | 0                | 13     | 0      | 0      | 0      | 0      |
| U. Uyar      | 3           | 2           | 2           | 0           | 0           | -                | -                | -                | -                | -                | 3      | 2      | 2      | 0      | 0      |
| M. Uykan     | 18          | 84          | 71          | 7           | 6           | 2                | 18               | 15               | 1                | 2                | 20     | 102    | 86     | 8      | 8      |
| B. Yılmaz    | 27          | 79          | 66          | 8           | 5           | 2                | 0                | 0                | 0                | 0                | 29     | 79     | 66     | 8      | 5      |

P = presenze; PT = punti totali; AV = attacchi vincenti; MV = muri vincenti; BV = battute vincenti